# كارير (أوكلاهوما)
كارير (بالإنجليزية: Carrier, Oklahoma)‏ هي بلدة أمريكية تقع في الولايات المتحدة في مقاطعة غارفيلد، أوكلاهوما. يقدر عدد سكانها بـ 77 نسمة ومساحتها 3.2 كم2 وترتفع عن سطح البحر 412 متر.